# Episodi di Duel Masters LOST: Tsuioku no suishō
Duel Masters LOST: Tsuioku no suishō (Duel Masters LOST ～追憶の水晶～?) è stato trasmesso in Giappone dal 4 ottobre al 29 novembre 2024 per un totale di 4 episodi. La sigla d'apertura è Narrative (ナラティブ?, Naratibu) delle Tsukuyomi mentre quella di chiusura è Cantare (カンターレ?, Kantāre) di Hana Hishikawa.

Il logo della serie

Nella città di Shinjuku, a Tokyo, si verificano frequentemente incidenti misteriosi in cui le persone scompaiono improvvisamente senza lasciare traccia. Sei mesi fa, Win Kirifuda si risvegliò in questa città, privo di qualsiasi ricordo del suo passato. Durante il suo periodo al liceo e nel lavoro part-time, iniziato quasi per gioco, Win non riusciva a integrarsi con chi lo circondava. Le sue giornate trascorrevano in un clima di frustrazione, e spesso si rifugiava nel parco di notte insieme ai compagni di classe come Niika. La sua vita quotidiana subisce una svolta con l'arrivo di Crysta, una misteriosa studentessa trasferitasi nella sua scuola, che afferma di sapere tutto su di lui. Crysta sostiene che i due siano fidanzati, ma dietro la sua figura si cela una presenza ambigua. Questi eventi sollevano interrogativi sulla verità dietro i frequenti incidenti misteriosi e sull'improvviso obiettivo di Crysta. A questo punto, Win decide di scoprire la verità riguardo al suo passato con l'intento di recuperare i ricordi perduti.

## Lista episodi
| Nº | Titolo italiano (traduzione letterale) Giapponese 「Kanji」 - Rōmaji | In onda          | In onda |
| Nº | Titolo italiano (traduzione letterale) Giapponese 「Kanji」 - Rōmaji | Giapponese       |         |
| 1  | Episodio 1 「第1話」 - Dai 1-wa                                      | 4 ottobre 2024   |         |
| 2  | Episodio 2 「第2話」 - Dai 2-wa                                      | 25 ottobre 2024  |         |
| 3  | Episodio 3 「第3話」 - Dai 3-wa                                      | 23 novembre 2024 |         |
| 4  | Episodio 4 「第4話」 - Dai 4-wa                                      | 29 novembre 2024 |         |